# Marius Berbecar
Marius Daniel Berbecar (né le 15 mai 1985 à Bistrița) est un gymnaste artistique roumain.
Il est médaillé d'argent au concours général par équipes aux Championnats d'Europe de gymnastique artistique masculine 2012 et en barres parallèles aux Championnats d'Europe de gymnastique artistique masculine 2014 à Sofia et aux Championnats d'Europe de gymnastique artistique 2015 à Montpellier.